# Pierre-Antoine-Hippolyte Bonnardel
Pierre-Antoine-Hippolyte Bonnardel (14 de enero de 1824 - 2 de julio de 1856) fue un escultor francés, galardonado con el Premio de Roma en 1851. 

## Semblanza
Bonnardel nació en 1824 en la localidad de Bonnay, en la región de Borgoña. Ingresó en la Escuela de Bellas Artes de París el 3 de abril de 1844, completando su formación artística en los talleres de los escultores Auguste Dumont y Jules Ramey.
Tras obtener el segundo premio de escultura en Roma en 1847, ganó el primer premio en 1851 por un bajorrelieve titulado Los griegos y los troyanos se disputan el cuerpo de Patroclo.
Esta distinción le permitió permanecer desde 1852 en la Villa Médici, donde falleció el  2 de julio de 1856, víctima de una crisis de demencia, complicada por un ataque de fiebre tifoidea. Sus restos fueron enterrados en la Iglesia de San Luis de los Franceses de Roma: un medallón de mármol modelado por Charles Gumery y esculpido por Henri-Michel-Antoine Chapu colocado en la nave de la iglesia conmemora a Bonnardel.

## Obras
- Los griegos y los troyanos luchan por el cuerpo de Patroclo: bajorrelieve en yeso que representa una escena mitológica, por el que Bonnardel recibió el Premio de Roma de escultura en 1851. Conservado en la Escuela de Bellas Artes de París.[2]
- Ruth espigando: estatua de mármol fechada en 1855. Conservada en el Museo del Louvre.[3]
- Medallón de Gustave Krauk: retrato en forma de medallón del escultor que compartió el Premio de Roma con Bonnardel en 1851. Esta obra fue realizada en 1852 durante la estancia del artista en la Villa Médici. Conservado en el Museo de Orsay.[4]
- Virgen de la Piedad: adquirida por el Estado en 1857 tras la muerte del escultor, se conserva en la Iglesia de San Germán de los Auxerrenses de París. En el momento de la muerte del artista, solo se había realizado el boceto en yeso, y apenas se había comenzado el mármol. Los compañeros del artista consiguieron que el fondo de pensiones, destinado al fallecido, les fuera transferido para que pudieran terminarse la obra.[5]
- Mercurio sentado: mármol realizado durante su estancia en Roma en 1854. Es una copia de una pieza de la antigüedad expuesta en el Museo de Nápoles. Conservado en la Escuela de Bellas Artes de París.[6]
- San Gengoux distribuyendo pan a los pobres: óleo sobre lienzo (200 x 188 cm) visible en la Iglesia de Saint-Gengoux en Saint-Gengoux-le-National (Saona y Loira) y clasificada como Monumento Histórico desde el 11 de agosto de 2017.[7] (cuadro pintado en 1849).